# Peter Kuper
Peter Kuper, född 22 september 1958 i Summit i New Jersey, är en amerikansk serietecknare som är mest känd för att teckna serien X & Y i tidningen MAD, som han övertog från seriens skapare, Antonio Prohías, som gick i pension 1990.
Förutom Kupers bidrag till den politiska antologin World War 3 Illustrated, har han även utgivit två kritikerrosade böcker med Franz Kafka-bearbetningar, och serien Bleeding Heart.